# Hôpital
 (août 2017).

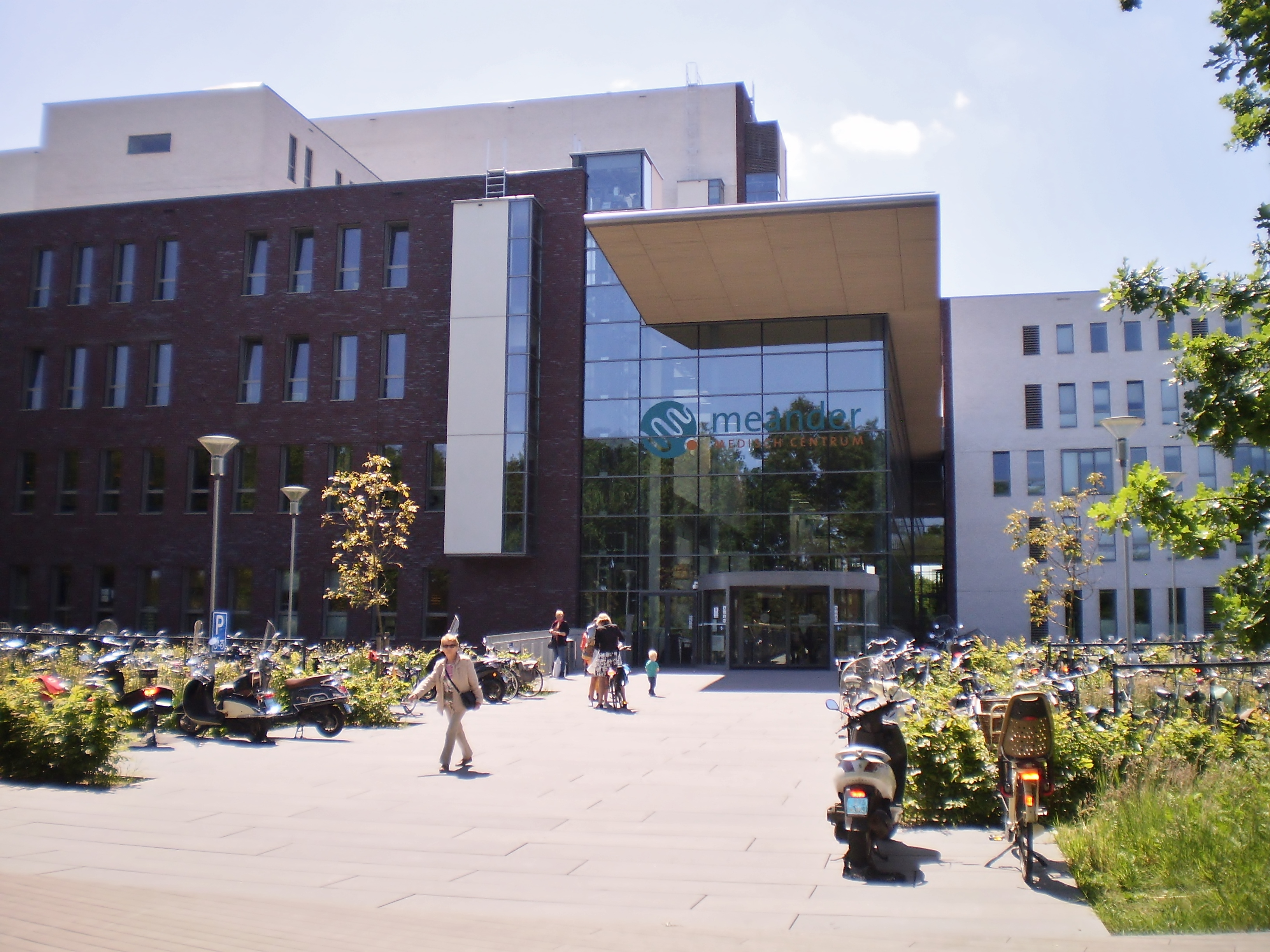
Centre médical d'Amersfoort (Pays-Bas).

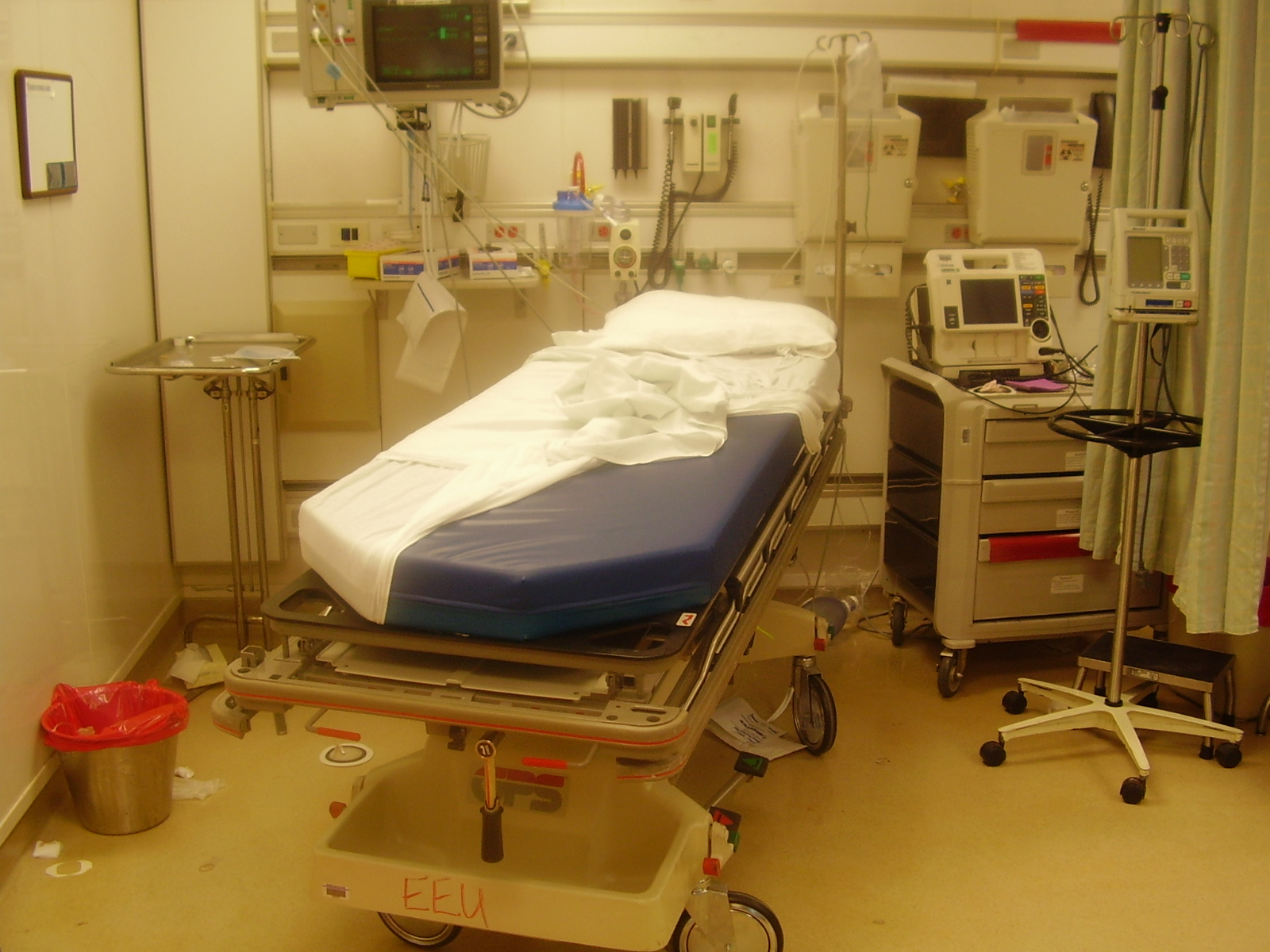
Salle de déchocage récemment utilisée.

Un hôpital est un établissement de soins où un personnel soignant peut prendre en charge des personnes malades ou victimes de traumatismes trop complexes pour être traités à domicile ou dans le cabinet de médecin.
Dans la plupart des pays développés, par rapport au domicile et au cabinet du médecin, le centre hospitalier présente l'avantage d'avoir :
- une hygiène assurée par un personnel de nettoyage formé ;
- un accueil permanent et une surveillance continue par du personnel hospitalier médical et paramédical (infirmier ou infirmières, aides-soignant) ;
- des équipes[2] de soignants, disposant de compétences particulières (médecins spécialistes) et du matériel (plateau technique) nécessaire à des examens et soins plus poussés qu'au cabinet du médecin (dont en général des blocs opératoires) ;
- d'une pharmacie à usage intérieur ayant des dispositifs médicaux et des spécialités pharmaceutiques spécifiques.

En revanche, la présence et le passage de patients porteurs de nombreuses pathologies, et l'usage chronique de médicaments et biocides expose à un risque d'infection nosocomiale.
Certains hôpitaux ont un service des urgences, voire un service mobile d'urgence et de réanimation (SMUR).

## Étymologie
Le nom vient du latin hospes (« hôte »), qui est aussi la racine de « hospitalité ».

## Histoire
(juin 2015).

## Typologie par pays

### En France

#### Hôpital
Au sein du système de santé français, un hôpital est un lieu destiné à prendre en charge des patients atteints de maladies et de traumatismes trop complexes pour pouvoir être traités à domicile ou dans le cabinet d'un médecin.

#### Centre hospitalier
En France, un centre hospitalier (CH) est un établissement public de santé. On les classe en centres hospitaliers régionaux, généraux, universitaires...
La taille et l'activité de ces établissements sont très variables. La France en comptait 530 en 1995. Ils sont dotés d'un service des urgences. Ils présentent des enjeux particuliers de sécurité sanitaire (pour la gestion du risque nosocomial notamment), ce sont des lieux importants de formation et pour la recherche médicale, et ils jouent un rôle particulier dans divers plans nationaux, en cas d'accident nucléaire ou de pandémie grippale par exemple. Ce sont aussi des sources majeures de données médicales, essentielles à la recherche et à la programmation et à l'évaluation du secteur de la santé publique, ces données restent cependant encore (dans les années 2010), dont pour des raisons déontologiques difficiles d'accès, ce qui pourrait peut-être changer avec l'informatisation du secteur médical (du dossier médical des patients notamment).

#### Établissement public de santé
En France, un établissement public de santé (EPS) est un établissement public qui assure des services traditionnellement inclus sous l'expression de service public hospitalier (SPH). Ces services peuvent être regroupés en quatre domaines :
- les soins ;
- la prévention :
- l'enseignement et la formation professionnelle ;
- la recherche scientifique et médicale.

Les établissements publics de santé entrent désormais – depuis la loi du 21 juillet 2009 portant réforme de l’hôpital et relative aux patients, à la santé et aux territoires (dite loi HPST) – dans la catégorie des établissements publics de l'État. Le statut et la mission des EPS sont fixés par le titre IV du livre premier de la sixième partie du code de la santé publique.
Un établissement public de santé a un statut de personne morale de droit public, dotée de l’autonomie financière, et gérée par un directeur, assisté d'un directoire, avec le concours d'un conseil de surveillance. 

## Financement
Dans le monde, les hôpitaux sont généralement financés par l'État, par des organismes de santé (à but lucratif ou à but non lucratif), par l'assurance maladie quand elle existe ou avec l'aide d'organismes de bienfaisance, y compris par des dons de bienfaisance.
Depuis quelques années, un « système de tarification à l'activité » (dit T2A) a été mis en place dans une vingtaine de pays (dont la France depuis 2005) pour financer les courts séjours en établissements de santé (sur des bases plus ou moins similaires). Cette approche T2A consiste à « payer les établissements en fonction de leur activité mesurée par groupe homogène de malades », pour « améliorer l’efficience et la transparence dans le financement des soins ». Cependant, les retour d'expérience de certains pays montrent que ce système peut avoir des effets pervers. Par exemple, la T2A « incite les établissements à augmenter leur activité en induisant la demande de soins et à transférer une partie de leurs coûts vers les soins de suite ou à domicile. » Elle implique donc des réajustements périodiques et une régulation . Par ailleurs, « assurer la cohérence à la fois clinique et économique du classement de l'activité hospitalière et établir le niveau des tarifs correspondant sont deux défis difficiles » et « payer un prix fixe qui soit directement indexé sur les coûts moyens observés et qui reste commun à tous les types d’établissements est de plus en plus contesté ».
La T2A concerne le financement des séjours dits de MCOO (Médecine Chirurgie Obstétrique Odontologie). Les séjours sont généralement courts (anciennement nommés : « court séjour ») par opposition au moyen séjour (actuellement dénommé Soins de suite et de rééducation et de réadaptation ou SSR). Le codage de l'activité en SSR relève également du PMSI, au même titre que le MCOO.
Cependant, en France, les consultations et actes externes peuvent faire l'objet de dépassements d'honoraires.

## Types de patients
La plupart des patients viennent à l'hôpital pour le diagnostic et/ou la thérapie, puis le quittent. Certains (généralement atteints de pathologies graves) sont « admis » et y passent la nuit ou plusieurs semaines ou mois selon l'état de leur santé. Il existe des hospitalisations dites programmées, organisées à l'avance par le médecin suivant le patient. Il existe également des admissions non programmées avec admission après un passage aux urgences où la décision d'hospitaliser est prise. Il existe également des admissions par la voie de mutation d'un service hospitalier à un autre (appartenant ou pas au même établissement de santé).
Types d'hospitalisations :
Actuellement sous l'impulsion des politiques de santé visant à une diminution des coûts, les séjours en hôpital peuvent se faire en hospitalisation complète, en ambulatoire ( soins réalisés au cours de la journée), en Hôpital de jour, plus rarement en hôpital de nuit (par ex pour réaliser des enregistrements du sommeil), ou hôpital de semaine.

## Types d'hôpitaux

### Général
Le type le plus connu d'hôpital est l'hôpital général. Il traite de plusieurs types de maladies et traumatismes et dispose généralement d'un service d'urgence pour faire face à des menaces immédiates pour la santé et la capacité d'envoyer des services médicaux d'urgence. Un hôpital général est souvent le principal établissement de soins de santé dans sa région, avec des lits pour soins intensifs et de soins de longue durée, et des installations spécialisées pour la chirurgie, la cardiologie et la neurologie.
S'il combine l'aide aux patients à l'enseignement aux étudiants et internes en médecine et en pharmacie, c'est un hôpital d'enseignement (ou hôpital universitaire) et il est souvent lié à une faculté de médecine et de pharmacie.
En France, les CHU (Centres Hospitaliers Universitaires) sont les centres hospitaliers régionaux ayant une convention avec une faculté de médecine, en opposition aux CH (Centres Hospitaliers). De manière générale, les hôpitaux généraux sont regroupés selon leur taille et le volume de leur activité codée via le Programme de médicalisation des systèmes d'information (PMSI) :
|                                                                             | Taille 1     | Taille 2        | Taille 3          | Taille 4         |
| --------------------------------------------------------------------------- | ------------ | --------------- | ----------------- | ---------------- |
| Centre Hospitalier (CH)                                                     | 0 à 158 lits | 159 à 241 lits  | 242 à 364 lits    | 365 lits et plus |
| Centre Hospitalier Universitaire (CHU) ou Centre Hospitalier Régional (CHR) | 0 à 467 lits | 468 à 1175 lits | 1176 lits et plus |                  |

### Spécialisé
Les hôpitaux spécialisés sont des centres dont l'objectif est de faire face à des besoins médicaux spécifiques tels que la traumatologie, la réhabilitation des hôpitaux, la gériatrie, les troubles mentaux, etc.
Par exemple : les hôpitaux psychiatriques gèrent les hospitalisations en santé mentale tandis que les sanatoriums sont spécialisés dans les cas de tuberculose.

### Hospitalisation à Domicile (HAD)
L'hospitalisation à domicile n'est pas une hospitalisation à proprement parler : elle est un mode d'organisation des soins permettant à des patients, souvent atteint de pathologie chronique ou de longue durée, de rester chez eux. Les patients résident donc à leur domicile et bénéficient de soins avec la visite de soignants dépendant d'un organisme privé ou public qui coordonne les soins (toilette à domicile, actes infirmiers, traitement, évaluation clinique du patient) et assure le suivi.
En France, Les règles d'hospitalisation sont les mêmes que les autres types d'établissement hospitaliers. L'activité de HAD est un des « champs » du PMSI et est codé de façon particulière par le service DIM de la structure HAD. Elle renseigne notamment les diagnostics médicaux selon la classification de la CIM 10, la dépendance et les actes de soins réalisés.

### Autres cas particuliers

#### Clinique
Dans les pays où le secteur privé est autorisé, un centre hospitalier peut être appelé clinique s'il n'est pas public.

#### Hôpital militaire
Un hôpital militaire une structure de santé sous la responsabilité de l'armée. En France, c'est le Service de santé des armées qui gère ce genre d'établissement.

#### Hôpital de campagne
Un hôpital de campagne est un établissement de soins provisoirement érigé en cas de catastrophe, de conflit armé ou de grandes manifestations.

#### Dispensaire
Un dispensaire est un centre qui délivre des soins à titre gratuit.

#### Hospitel
Un hospitel est un hôtel transformé ponctuellement en hôpital lors de crises sanitaires.

## Services des hôpitaux

### Domaines généraux
Outre les services administratifs, on retrouve des services de spécialité selon les spécificités de centre :
- médecine générale
- immunologie
- radiologie
- chirurgie
- neurologie
- pneumologie
- cardiologie
- odontologie
- dermatologie
- service d'accueil de traitement des urgences
- traumatologie
- médecine interne
- endocrinologie
- anatomo-pathologie
- hématologie
- gastro-entérologie
- urologie
- pharmacie
- maternité
- Pédiatrie
- Service des grands brûlés

voir l'article Médecine pour la liste des spécialités possibles.

### Domaines spécifiques
Le centre hospitalier peut aussi avoir des services spécifiques :
- laboratoires d'analyse biologique ;
- établissement de transfusion sanguine ;
- salle de garde (salles ou local réservés aux internes de médecine mais ne constituant pas un service à proprement parler) ;
- pharmacie à usage intérieur.

## L'hôpital dans les arts et les médias

### Cinéma
- Le film Tout sur ma mère de Pedro Almodóvar (1999) est tourné en partie à l'Hôpital de la Mer de la ville de Barcelone. Les scènes avec l'actrice Penélope Cruz font du centre hospitalier un lieu célèbre de l'histoire du cinéma[14].

### Télévision
- Le documentaire Dans le ventre de l’hôpital (2014-2016), tourné à l’hôpital Saint Louis, à Paris, est diffusé sur la chaîne franco-allemande Arte en 2017[15].

### Musique
- La chanson Maman a tort de Mylène Farmer (1984) évoque l'hôpital[16].